# Referèndum sobre la Llei per a la Reforma Política

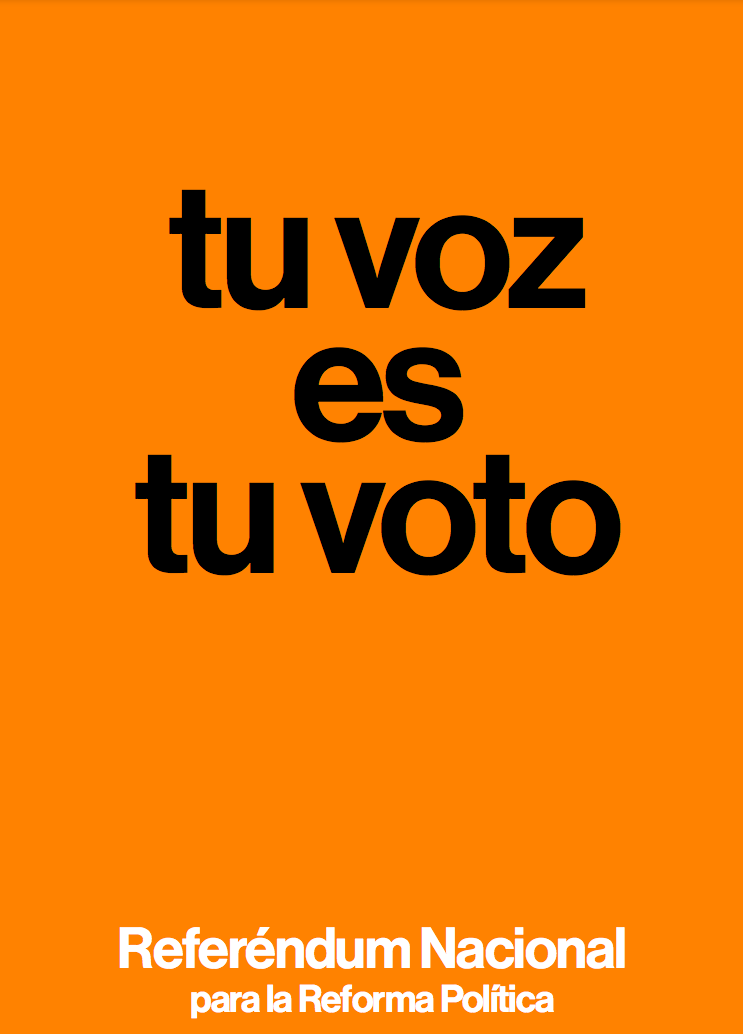
Cartell del referèndum. La gran quantitat de publicitat va ser un dels condicionants del gran suport a la llei, sobretot a la televisió.

El referèndum sobre la Llei per a la Reforma Política es va celebrar el dimecres, 15 de desembre de 1976, al qual plantejava als espanyols l'aprovació o no de la Llei per a la Reforma Política aprovada a les Corts Espanyoles. La pregunta plantejada va ser «Aprova el projecte de Llei per a la Reforma Política?». El resultat final va ser l'aprovació del projecte, que va rebre el suport del 94% dels votants. La participació va ser del 77,72% dels electors.

## Context polític
La Llei per a la Reforma Política (Llei 1/1977 de 4 de gener) va ser l'última de les Lleis Fonamentals, aprovada per les Corts Espanyoles el 18 de novembre de 1976. El seu principal objectiu va ser fer el pas de la dictadura franquista a una monarquia constitucional amb un sistema parlamentari basat en la democràcia representativa. Va ser redactada per Torcuato Fernández Miranda, llavors president de les Corts, i recolzada pel President del Govern Adolfo Suárez i el rei Joan Carles. La llei preveia la legalització dels partits polítics i l'establiment d'eleccions democràtiques per a les Corts Constituents, que havien de redactar la Constitució.

## La inclusió de la monarquia
L'any 1995 el ja expresident Adolfo Suárez va reconèixer en una entrevista que havien utilitzat el referèndum sobre la Llei per a la Reforma Política per donar legitimat a la monarquia. En concret, explicava que des de l'estranger i des de sectors de l'oposició es reclamava un referèndum específic sobre república o monarquia però, segons les enquestes de què disposava el Govern, hauria guanyat l'opció per la república. Aleshores van decidir incloure diverses funcions del rei en l'articulat de la Llei, de manera que van poder dir que s'havia avalat democràticament la monarquia, conjuntament amb la resta de l'articulat.

## Resultats
| Llei per a la Reforma Política «Aprova el projecte de Llei per a la Reforma Política?» | Llei per a la Reforma Política «Aprova el projecte de Llei per a la Reforma Política?» | Llei per a la Reforma Política «Aprova el projecte de Llei per a la Reforma Política?» | Llei per a la Reforma Política «Aprova el projecte de Llei per a la Reforma Política?» | Llei per a la Reforma Política «Aprova el projecte de Llei per a la Reforma Política?» |
| Opcions de vot                                                                         | Opcions de vot                                                                         | Vots                                                                                   | Percentatge                                                                            |                                                                                        |
| -------------------------------------------------------------------------------------- | -------------------------------------------------------------------------------------- | -------------------------------------------------------------------------------------- | -------------------------------------------------------------------------------------- | -------------------------------------------------------------------------------------- |
| Sí                                                                                     | Sí                                                                                     | 16.573.180                                                                             | 94,45%                                                                                 |                                                                                        |
| No                                                                                     | No                                                                                     | 450.102                                                                                | 2,57%                                                                                  |                                                                                        |
| En blanc                                                                               | En blanc                                                                               | 523.457                                                                                | 2,98%                                                                                  |                                                                                        |
| Vots vàlids                                                                            | Vots vàlids                                                                            | 17.546.739                                                                             | 99,7%                                                                                  |                                                                                        |
| Vots nuls                                                                              | Vots nuls                                                                              | 52.823                                                                                 | 0,3%                                                                                   |                                                                                        |
| Vots totals                                                                            | Vots totals                                                                            | 17.599.562                                                                             | 100%                                                                                   |                                                                                        |
| Participació                                                                           | Participació                                                                           | 77,72%                                                                                 | 77,72%                                                                                 |                                                                                        |
| Electors                                                                               | Electors                                                                               | 22.644.290                                                                             | 22.644.290                                                                             |                                                                                        |
| Fonts: Ministeri de l'Interior d'Espanya                                               |                                                                                        |                                                                                        |                                                                                        |                                                                                        |

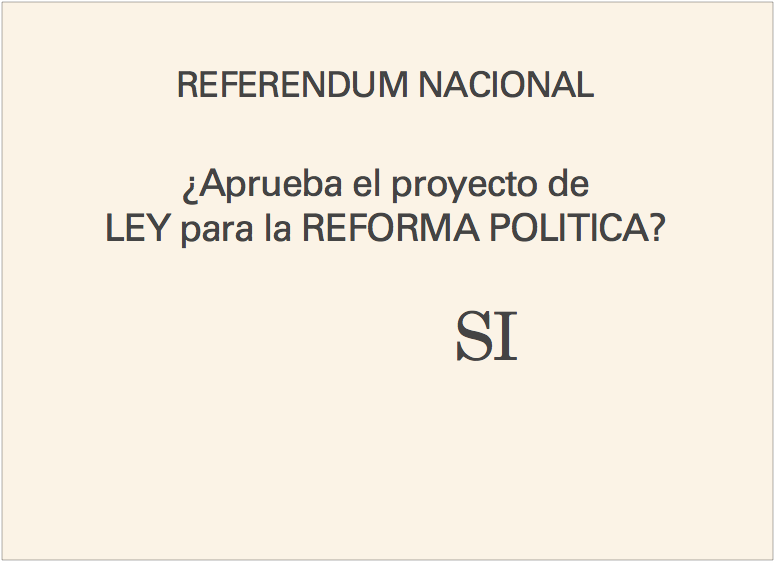
Papereta favorable

Els resultats per províncies van ser bastant homogenis, oscil·lant el sí entre el 89,97%, a Santander, i el 97,05%, a Almeria. El vot en blanc, que va superar al negatiu, va estar lleugerament per sobre del 5% a les tres províncies basques (5,19%). El vot negatiu també va superar el 5% a Santander i Toledo, mentre que a Lleida, Ourense, Osca i Huelva va ser inferior a l'1,5%. L'única província on el vot nul va superar el 0,5% va ser Sevilla, amb un 1,46%. La província basca de Guipúscoa va ser l'única província en què l'índex de participació, del 45,25%, va ser inferior al 50%.

## Paper de la publicitat
Aquest referèndum va ser un dels primers on l'ús extensiu dels mitjans de comunicació va ser un gran condicionant del suport majoritari a favor. Adolfo Suárez, com a director general de Radiotelevisió Espanyola de 1969 a 1973, va adonar-se'n del gran poder de persuasió que tenia el mitjà televisiu per vendre productes i idees, de manera que va nomenar al publicista Rafael Anson com a director general de RTVE, amb l'objectiu d'inculcar als ciutadans els valors democràtics.
En publicitat gràfica, les agències publicitàries contractades van crear missatges simples; moltes vegades únicament formats per text sobre un fons monocromàtic. Alguns dels principals lemes van ser «Tu voz es tu voto», «Si quieres la democracia, vota» o Infórmate bien, y vota. Tot i així, sobretot va tenir molt èxit el lema «Habla, pueblo», acompanyat d'un tema del grup musical Vino Tinto amb el mateix títol. En ràdio, també es va emprar principalment aquest darrer tema mencionat.
Quant a la televisió, es va realitzar un gran desplegament de mitjans. El lema principal va ser «Si votas hoy sí, podrás decidir mañana», juntament amb «Habla, pueblo». Paral·lelament, també es van utilitzar el gallec («Es respons ao referèndum, votes a democràcia. Galícia agarda a tua resposta»), el català («En les grans decisions, cal ser-hi presents. Si votes avui, demà podràs decidir») i el basc.